# Яноушек, Карел
Карел Яноушек (чеш. Karel Janoušek, 30 октября 1893 Пршеров — 27 октября 1971 Прага) — чехословацкий военный деятель.

## Биография
В Первую мировую войну был призван в армию Австро-Венгрии (в июне 1915). Прошёл базовую подготовку и был направлен в школу офицеров запаса, где ему было присвоено звание капрала. В ноябре 1915 года его часть приняла бой в Южном Тироле в Италии во время боёв на реке Изонцо, но пробыл там недолго, так как в июне 1916 года их часть была срочно отправлена в Россию в район Брусиловского прорыва. 2 июля 1916 года был взят в плен и отправлен в лагерь для военнопленных под Киевом, откуда затем 1 августа присоединился к сербской армии в Одессе (II Сербская добровольческая дивизия), что было возможно для чешских военнопленных. В октябре покинул сербскую армию и вступил в 1-й чехословацкий стрелковый полк в составе Чехословацкого легиона в Борисполе, рядовым стрелком. С декабря 1916 по май 1917 года участвовал в разведывательных операциях на передовой в должности командира отделения. В мае 1917 года ему было присвоено звание рядового первого класса. 1-й Чехословацкий стрелковый полк 7-й русской армии, в котором служил Янушек, участвовал в Зборовском сражении 2 июля 1917 года в Восточный Галиции, где с обеих сторон воевали чехословаки. Однако он сам не принимал участия в этом бою, так как был ранен 18 июня и оставался в госпитале до августа (что ему не помешало впоследствии получить Зборовскую медаль). Тогда же получил чин прапорщика.
Принял участие в восстании Чехословацкого корпуса, октября 1918 года – капитан и временный командир роты. До октября 1919 года принимал активное участие в боях с частями Красной Армии, был ранен. В декабре его рота была эвакуирована из Владивостока на родину.
С мая 1920 года кадровый офицер в недавно сформированной Чехословацкой армии, принял командование 2-м пехотным полком в Добшине (Словакия), затем, с июля 1920, заместитель командира XXII бригады в Кошице. В том же приступил к учебе в только что созданной школе офицеров Генерального штаба (окончил в сентябре 1923). С февраля 1921 года штабс-капитан 12-го артиллерийского полка в Ужгороде. В феврале 1924 года поступил в Военную авиационную школу, а 1 января 1926 года получил звание полевого лётчика. С января 1925 года командир X эскадрильи воздушной разведки, а с июня 1925 года — командир 2-го учебного аэроклуба.
19 ноября 1925 года женился на Анне Штейнбаховой, урожденной Гофмановой (пара осталась бездетной).
С декабря 1926 года майор Генерального штаба, прошёл месячное обучение в лётном училище во Франции, с февраля 1928 года подполковник, продолжая работать заместителем командира Военной летной школы. С 31 декабря 1930 года командир авиаполка. В 1930-1932 годах готовил офицеров на курсах высшего командного состава. С 31 июля 1933 года полковник.
Учебник по авиационной тактике, соавтором которого он был, был издан в мае 1930 года и принят в качестве официального учебника для ВВС Чехословакии. В 1936 году, в возрасте 43 лет, попросил в Министерстве национальной обороны разрешения изучать метеорологию и геофизику на факультете естественных наук Карлова университета в Праге (без отрыва от службы в ВВС страны). Его большой интерес вызывала авиационная метеорология, поскольку непогода была причиной около 50% всех авиакатастроф. Вскоре получил звание бригадного генерала. В 1939 году окончил университет со степенью доктора естественных наук.
В сентябре 1938 года, на момент Мюнхенского соглашения, командовал ВВС 1-й армии в составе 24 эскадрилий. 15 ноября 1939 года пересёк границу со Словакией и через Венгрию, Югославию, Грецию и Бейрут попал во Францию. 1 декабря был направлен в Чехословацкую военную администрацию (ЧВС), где занимал должность начальника 3-го (авиационного) отдела Чехословацкой военной администрации, что де-факто было должностью командующего чехословацкими ВВС, формировавшимися на территории Франции из чехословацких летчиков, оказавшихся во Франции после бегства с родины. Оставался на должности до 15 марта 1940 года, передав её более старшему по чину генералу Алоису Вичереку.
После начала немецкого наступления, 18 июня 1940 года, был эвакуирован в Великобританию. В июле 1940 вступил в ряды Королевских ВВС и получил звание исполняющего обязанности коммодора британской авиации (британский эквивалент чехословацкого звания бригадного генерала). Занимался вопросами организации и обучения чехословацких лётчиков, воевавших в составе британских ВВС. 17 мая 1945 ему было присвоено звание маршала авиации.
В декабре 1944 года участвовал в разработке Международной конвенции гражданской авиации ИКАО].
В августе 1945 года вернулся на родину, где узнал, что жена и одна из сестёр умерли в Освенциме, один из его братьев – в Бухенвальде, а два зятя – в тюрьмах Литомержице и Панкрац. С 20 октября 1945 года заместитель начальника Генерального штаба чехословацкой армии по особым задачам. Конфликтовал с генералами и офицерами, воевавшими за СССР и занявшими руководящие должности. Весной 1946 года заключил контракты на закупку британской и американской авиационной техники для ВВС Чехословакии. 8 июне 1946 года принял участие в параде Победы в Лондоне, в сентябре 1947 года вошёл в состав чехословацкой делегации, принимавшей участие в праздновании 7-й годовщины битвы за Британию. 15 февраля 1947 года был назначен на вновь созданную должность временного главы ПВО.
В марте 1948 года, после нескольких безуспешных попыток получить должность в гражданской авиации, обратился в ИКАО, откуда последовало согласие включить его в руководство. Янушек попросил у руководства страны разрешения легально покинуть страну, в чём последовал отказ. был арестован 30 апреля 1948 года при попытке бегства через границу и осуждён в июне 1948 года к 18 годам лишения свободы (кроме прочего, ему были вменены обвинения в дезертирстве и государственной измене). В 1950 году его обвинили в попытке бегства, и приговорили к пожизненному лишению свободы. Заключение в итоге длилось 12 лет, во время которых он побывал в различных тюрьмах страны, включая Леопольдов — место, как и лагеря на урановых рудниках в Яхимове, считавшееся самой страшной тюрьмой, где заключённые нередко умирали в результате тяжелых условий.
В 1955 году в результате президентской амнистии Антонина Запотоцкого срок наказания Яноушека был сокращен с пожизненного заключения до 25 лет. В 1960 году он был освобождён благодаря амнистии президента Антонина Новотного к 15-й годовщине освобождения Чехословакии на 9 мая. Работал клерком на национальном предприятии Textil в Праге, откуда вышел на пенсию в 1967 году. Во время «Пражской весны» в 1968 году был признан невиновным, однако генеральский чин и докторская степень ему не были возвращены.
После «бархатной» революции указом Президента Чехословацкой Республики от 23 августа 1990 года ему были возвращены звания и награды. 2 декабря 1991 года ему посмертно было присвоено высшее воинское звание Чехословакии – «генерал армии».

## В культуре
Шведская пауэр-метал группа Sabaton написала песню о Кареле Яноушеке под названием «Far From the Fame» и презентовала её на фестивале Masters of Rock 2012 в Чехии.
Эта песня также появилась в альбоме «Heroes», который вышел в мае 2014.